# Bauhinia bauhinioides
Bauhinia bauhinioides là một loài thực vật có hoa trong họ Đậu. Loài này được (Mart.) J.F.Macbr. miêu tả khoa học đầu tiên.